# 女人就是女人
《女人就是女人》（法語：Une femme est une femme）是一部1961年的法国电影，由尚盧·高達执导，並由安娜·卡里娜、让-保罗·贝尔蒙多和让-克洛德·布里亚利主演。该片表达了对美国音乐喜剧的颂扬，并与法国新浪潮紧紧相关。这是高達的第三部电影（他的第二部影片《小战士》，被审查制度耽搁了），也是他的第一部彩色、宽银幕的电影作品。

## 情节
影片以拥有异国情调的舞蹈家安吉拉（卡里娜飾演）和她的情人埃米尔（布里亚利飾演）之间的关系为中心。安娜想生一个孩子，但是埃米尔却没有准备好。而埃米尔最好的朋友艾尔弗雷德（贝尔蒙多飾演）深爱着安吉拉并对她保持着一种温柔的追求。为这件事，安格拉和埃米尔进行了争吵，并决定不再互相交谈，于是他们从书架上拿书，指着书名继续争吵。由于埃米尔坚决拒绝她要孩子的请求，安吉拉最终决定接受艾尔弗雷德的请求并与他一起睡觉，来得到有她渴望的孩子。但是最终她还是和埃米尔和解了，这也意味着埃米尔将成为父亲。两人做爱，然后进行了一段文字游戏，埃米尔恼怒的说：“ 安吉拉，你太可怕了”，她反驳道：“不，我是女人”。

## 角色
- 安娜·卡里娜飾演安吉拉
- 让-克洛德·布里亚利飾演埃米尔
- 让-保罗·贝尔蒙多飾演阿尔弗雷德
- 亨利·阿塔尔飾演假盲人（未掛名）
- 卡琳·巴尔姆（未掛名）
- 多萝丝·布兰克（未掛名）
- 玛丽·杜布瓦飾演安吉拉的朋友（未掛名）
- 厄尼斯特.曼泽飾演酒吧老板（未掛名）
- 珍妮·摩露飾演酒吧中的女人
- 妮可·帕奎因飾演苏珊（未掛名）
- 吉赛尔·桑德尔飾演妓女2（未掛名）
- 玛丽安·萨罗特飾演妓女1（未掛名）
- 多米尼克·扎尔迪飾演假盲人（未掛名）

## 奖项
- 第十一届柏林国际电影节[4]
  - 最佳女演員銀熊獎 (卡里娜 - 赢得)
  - 银熊奖特别评审团奖 (赢得)
  - 金熊奖 (提名)